# Andrei Chindriș
Andrei Chindriș (Cluj-Napoca, 12 gennaio 1999) è un calciatore rumeno, difensore del Lechia Danzica.

## Carriera

### Club
Cresciuto nel settore giovanile dell'U Cluj, nel 2016 viene acquistato dal Botoșani, che lo cede in prestito all'Acad. Clinceni, con il quale esordisce il 1º aprile 2017 disputando l'incontro di Liga II perso 2-0 contro il Foresta Suceava. Per la stagione successiva, viene di nuovo girato in prestito, questa volta allo Știința Miroslava, sempre nella seconda divisione rumena. Rientrato dal prestito, trova spazio con il Botoșani, giocando 85 partite e realizzando 4 reti; il 31 agosto 2021 firma un contratto con i portoghesi del Santa Clara.

### Nazionale
Nel 2016 ha giocato 6 amichevoli con la nazionale rumena Under-18. Nel 2019 ha esordito con la nazionale rumena Under-21 e nel 2021 è stato convocato per il campionato europeo di categoria, dove è rimasto in panchina per tutta la manifestazione. Sempre nel 2021 viene convocato dalla nazionale olimpica rumena per prendere parte alle Olimpiadi di Tokyo. Debutta il 28 luglio in occasione del match pareggiato 0-0 contro la Nuova Zelanda.

## Statistiche

### Presenze e reti nei club
Statistiche aggiornate al 18 febbraio 2022.
| Stagione            | Squadra           | Campionato      | Campionato | Campionato | Coppe nazionali | Coppe nazionali | Coppe nazionali | Coppe continentali | Coppe continentali | Coppe continentali | Altre coppe | Altre coppe | Altre coppe | Totale | Totale |
| Stagione            | Squadra           | Comp            | Pres       | Reti       | Comp            | Pres            | Reti            | Comp               | Pres               | Reti               | Comp        | Pres        | Reti        | Pres   | Reti   |
| ------------------- | ----------------- | --------------- | ---------- | ---------- | --------------- | --------------- | --------------- | ------------------ | ------------------ | ------------------ | ----------- | ----------- | ----------- | ------ | ------ |
| 2016-gen. 2017      | Botoșani          | L1              | 0          | 0          |                 | -               | -               |                    | -                  | -                  |             | -           | -           | 0      | 0      |
| gen.-mag. 2017      | Acad. Clinceni    | L2              | 7          | 0          |                 | -               | -               |                    | -                  | -                  |             | -           | -           | 7      | 0      |
| 2017-2018           | Știința Miroslava | L2              | 29         | 1          | CR              | 1               | 0               |                    | -                  | -                  |             | -           | -           | 30     | 1      |
| 2018-2019           | Botoșani          | L1              | 11         | 0          | CR              | 1               | 0               |                    | -                  | -                  |             | -           | -           | 12     | 0      |
| 2019-2020           | Botoșani          | L1              | 33         | 1          | CR              | 2               | 0               |                    | -                  | -                  |             | -           | -           | 35     | 1      |
| 2020-2021           | Botoșani          | L1              | 36         | 3          | CR              | 1               | 0               | UEL                | 2                  | 0                  |             | -           | -           | 39     | 3      |
| lug.-ago. 2021      | Botoșani          | L1              | 5          | 1          |                 | -               | -               |                    | -                  | -                  |             | -           | -           | 5      | 1      |
| Totale Botoșani     | Totale Botoșani   | Totale Botoșani | 85         | 5          |                 | 4               | 0               |                    | 2                  | 0                  |             | -           | -           | 91     | 5      |
| ago. 2021-gen. 2022 | Santa Clara       | PL              | 0          | 0          | CP+CdL          | 0+1             | 0+1             |                    | -                  | -                  |             | -           | -           | 1      | 1      |
| 2022-2023           | UTA Arad          | L1              | 22+2       | 0+2        | CR              | 2               | 0               |                    | -                  | -                  |             | -           | -           | 26     | 2      |
| Totale carriera     | Totale carriera   | Totale carriera | 145        | 8          |                 | 8               | 1               |                    | 2                  | 0                  |             | -           | -           | 155    | 9      |

## Palmarès

### Club

#### Competizioni nazionali
- Campionato polacco di seconda divisione: 1

Lechia Danzica: 2023-2024